# Engelthal
Engelthal település Németországban, azon belül Bajorországban. Lakosainak száma 1112 fő (2023. december 31.).

## Népesség
A település népessége az elmúlt években az alábbi módon változott:
| Lakosok száma | 610  | 886  | 1015 | 1031 | 1126 | 1115 | 1112 | 1123 | 1115 | 1112 |
|               | 1875 | 1950 | 1975 | 1987 | 2012 | 2014 | 2016 | 2017 | 2021 | 2023 |